# Starkers in Tokyo
| Recensione | Giudizio |
| ---------- | -------- |
| AllMusic   |          |

Starkers in Tokyo è un  album dal vivo del gruppo musicale britannico Whitesnake, pubblicato nel settembre del 1997 solo per il mercato giapponese. È stato pubblicato nel resto del mondo l'anno successivo.

## Il disco
Il disco cattura una performance acustica di David Coverdale e Adrian Vandenberg, rispettivamente cantante e chitarrista degli Whitesnake, il 5 luglio 1997 a Tokyo. I due musicisti erano in tour in Giappone per promuovere l'ultimo album della band, Restless Heart, quando fu loro proposto da parte della casa discografica EMI di suonare un set acustico di canzoni per farne un album dal vivo. Nacque così questo disco, una rivisitazione dei brani degli Whitesnake in una chiave intima e minimalista poi molto apprezzata dai fan.
L'album è uscito in due edizioni leggermente diverse per il missaggio, come live e come unplugged, per soddisfare le esigenze dei diversi mercati mondiali. Il concerto fu distribuito anche in formato VHS e Laserdisc.
Nel 2018 l'intera esibizione, sia in formato audio che video, viene inclusa come parte del cofanetto acustico Unzipped.

## Tracce
1. Sailing Ships – 4:37 (David Coverdale, Adrian Vandenberg)
2. Too Many Tears – 4:13 (Coverdale, Vandenberg)
3. The Deeper the Love – 4:09 (Coverdale, Vandenberg)
4. Love Ain't No Stranger – 3:15 (Coverdale, Mel Galley)
5. Can't Go On – 3:50 (Coverdale, Vandenberg)
6. Give Me All Your Love – 3:21 (Coverdale, John Sykes)
7. Don't Fade Away – 4:26 (Coverdale, Vandenberg)
8. Is This Love – 3:09 (Coverdale, Sykes)
9. Here I Go Again – 4:46 (Coverdale, Bernie Marsden)
10. Soldier of Fortune – 4:22 (Ritchie Blackmore, Coverdale)

### Tracce bonus dell'edizione DVD
1. Burning Heart (Vandenberg)
2. Fool for Your Loving (Coverdale, Micky Moody)
3. Only My Soul (Coverdale)

## Formazione
- David Coverdale – voce
- Adrian Vandenberg – chitarra acustica